# 科尔马小威尼斯
科尔马小威尼斯（法語：Petite Venise de Colmar）是法国大东部大区阿尔萨斯上莱茵省科尔马老城南郊克鲁特瑙区一片风景如画的古老旅游区,  . 它以意大利威尼斯命名，因为该区域同样拥有许多历史悠久、风景如画的运河。

## 历史
克鲁特瑙区（其语源学意为城郊的菜园）位于科尔马老城的南门外，在中世纪原为一片草沼，河流穿城而过，用于灌溉作物，园丁/船夫运送蔬菜，到河滨的有盖市场。

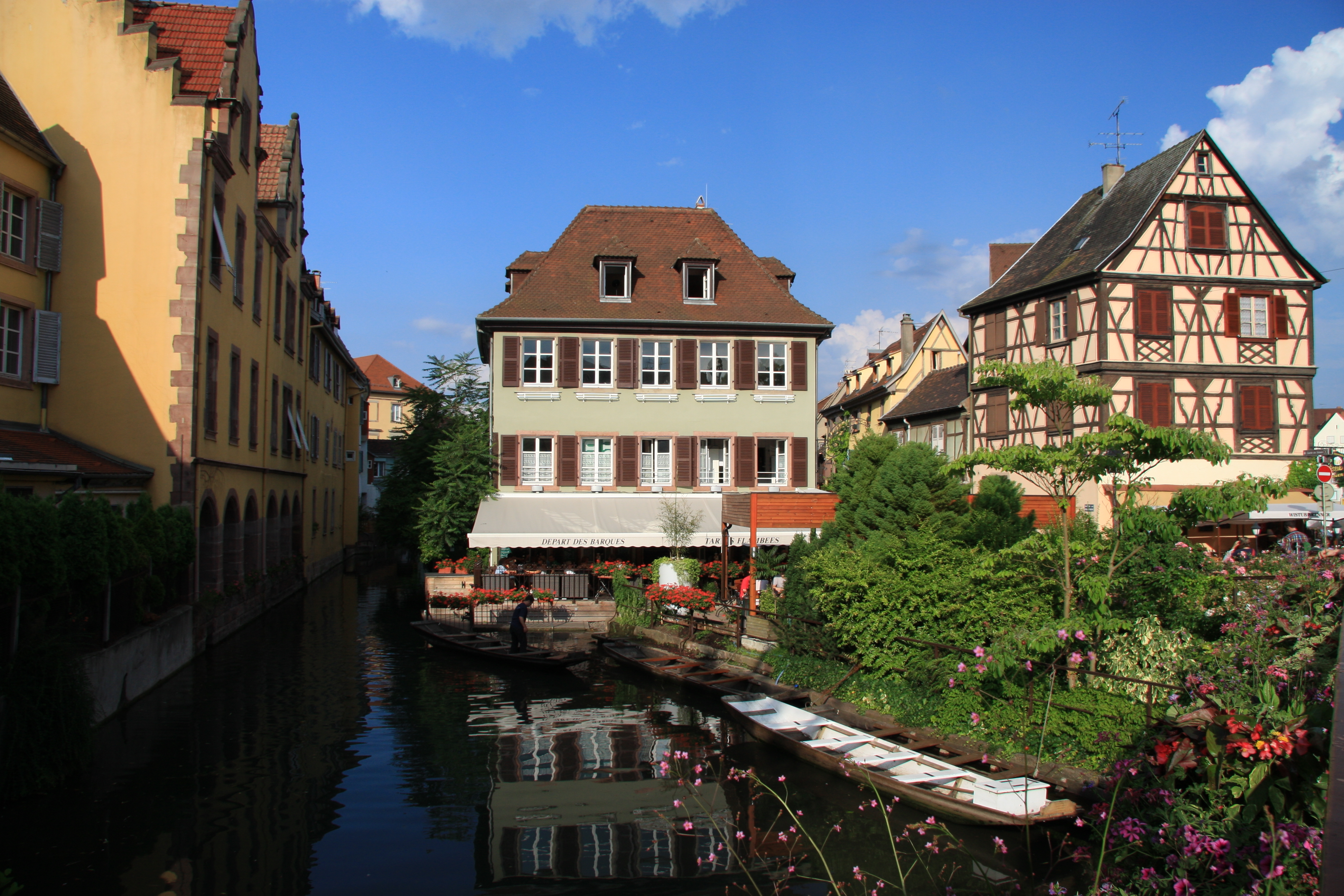
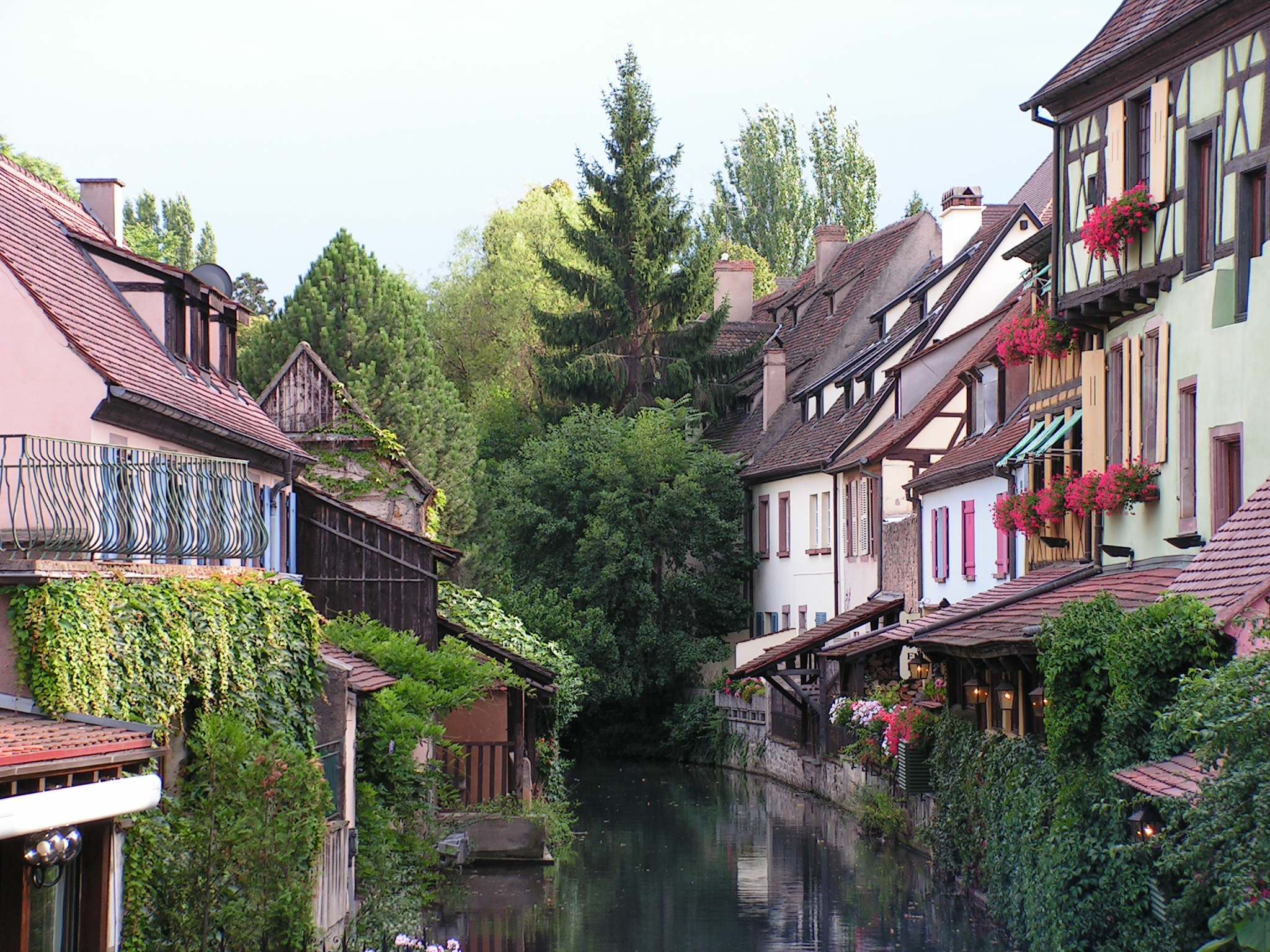
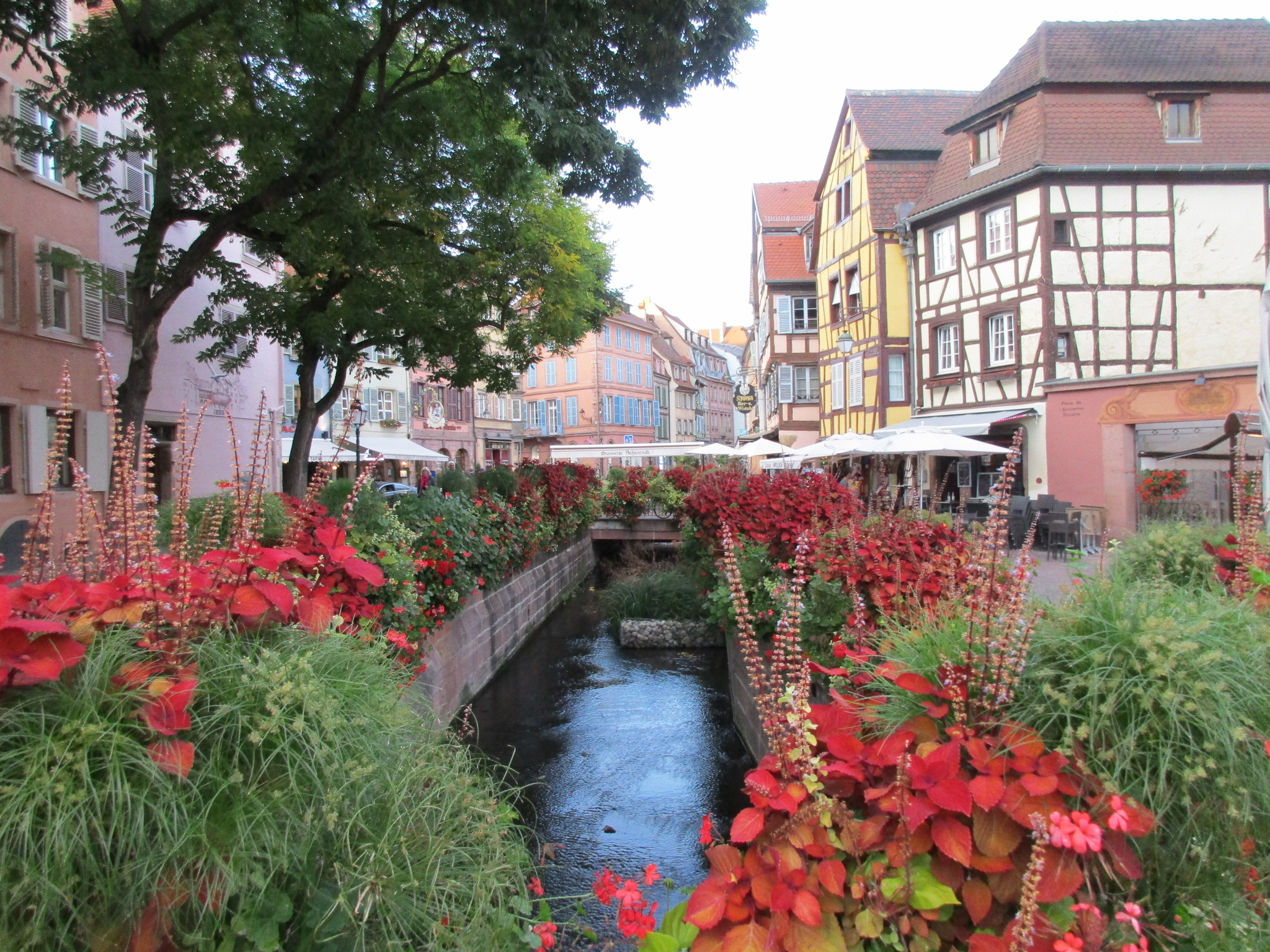
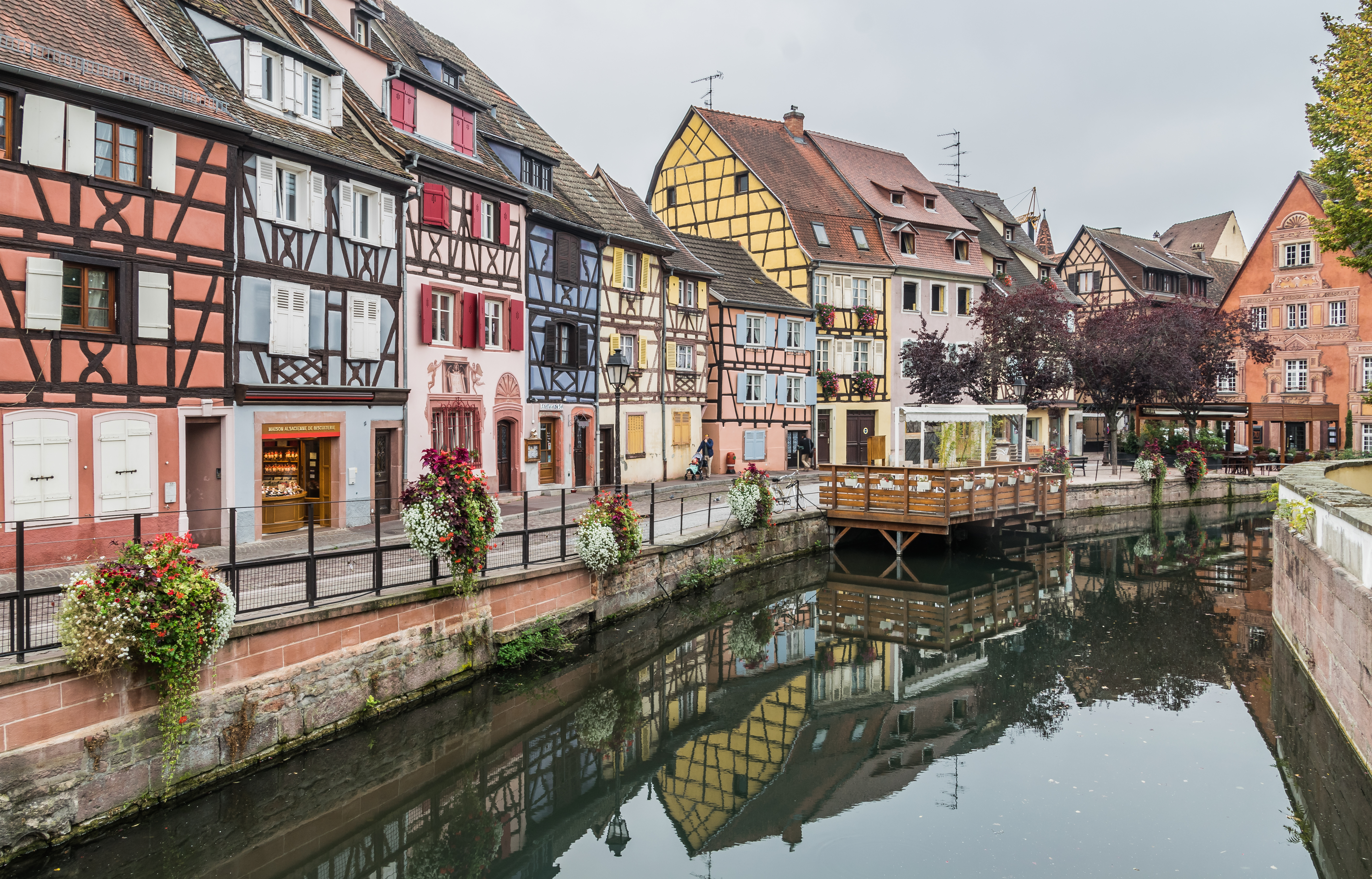

小威尼斯从科尔马室内集市（Marché couvert），沿着鱼店滨河路（Quai de la Poissonnerie），延伸到圣皮埃尔大道（Boulevard Saint-Pierre）。

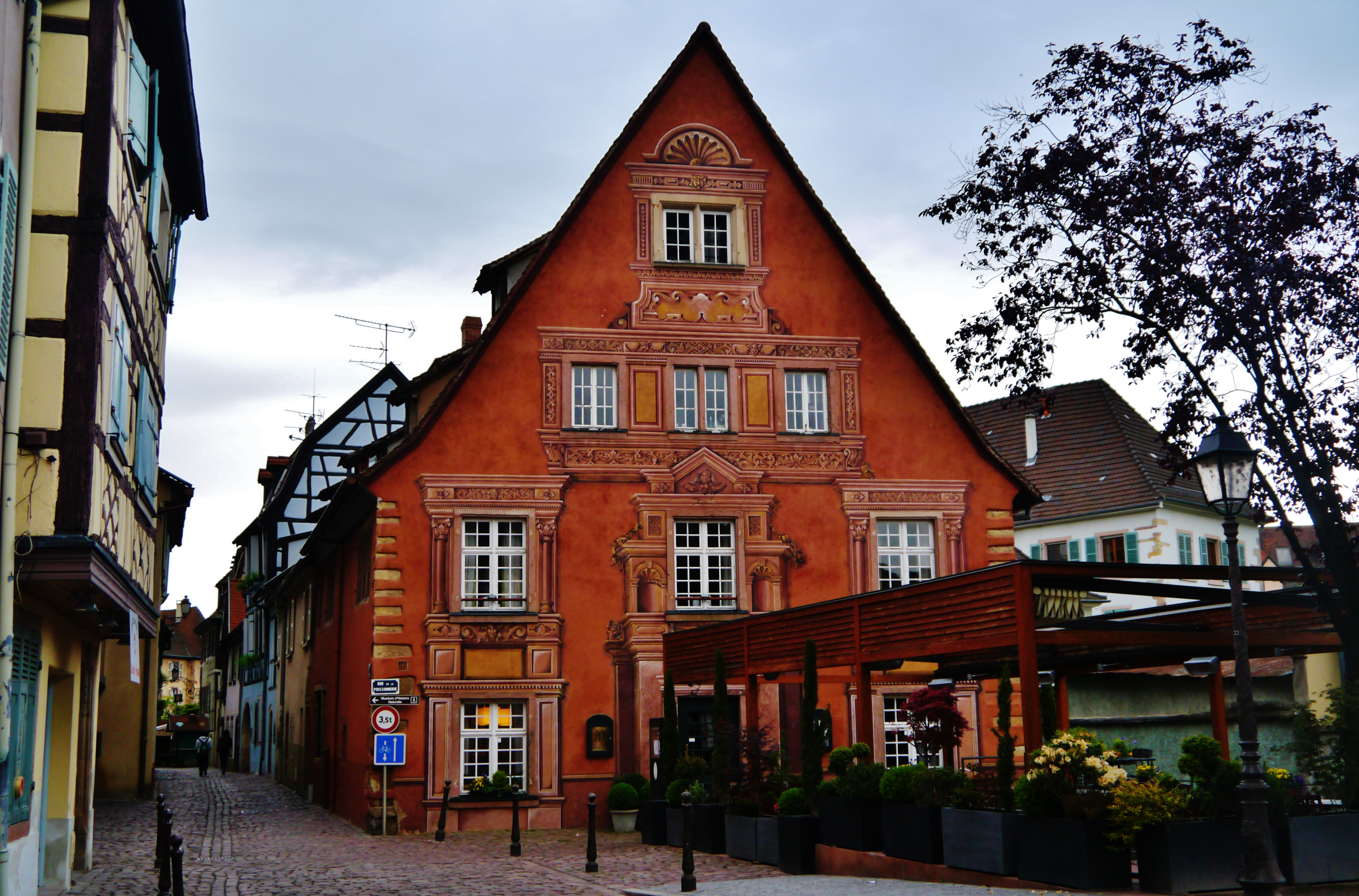
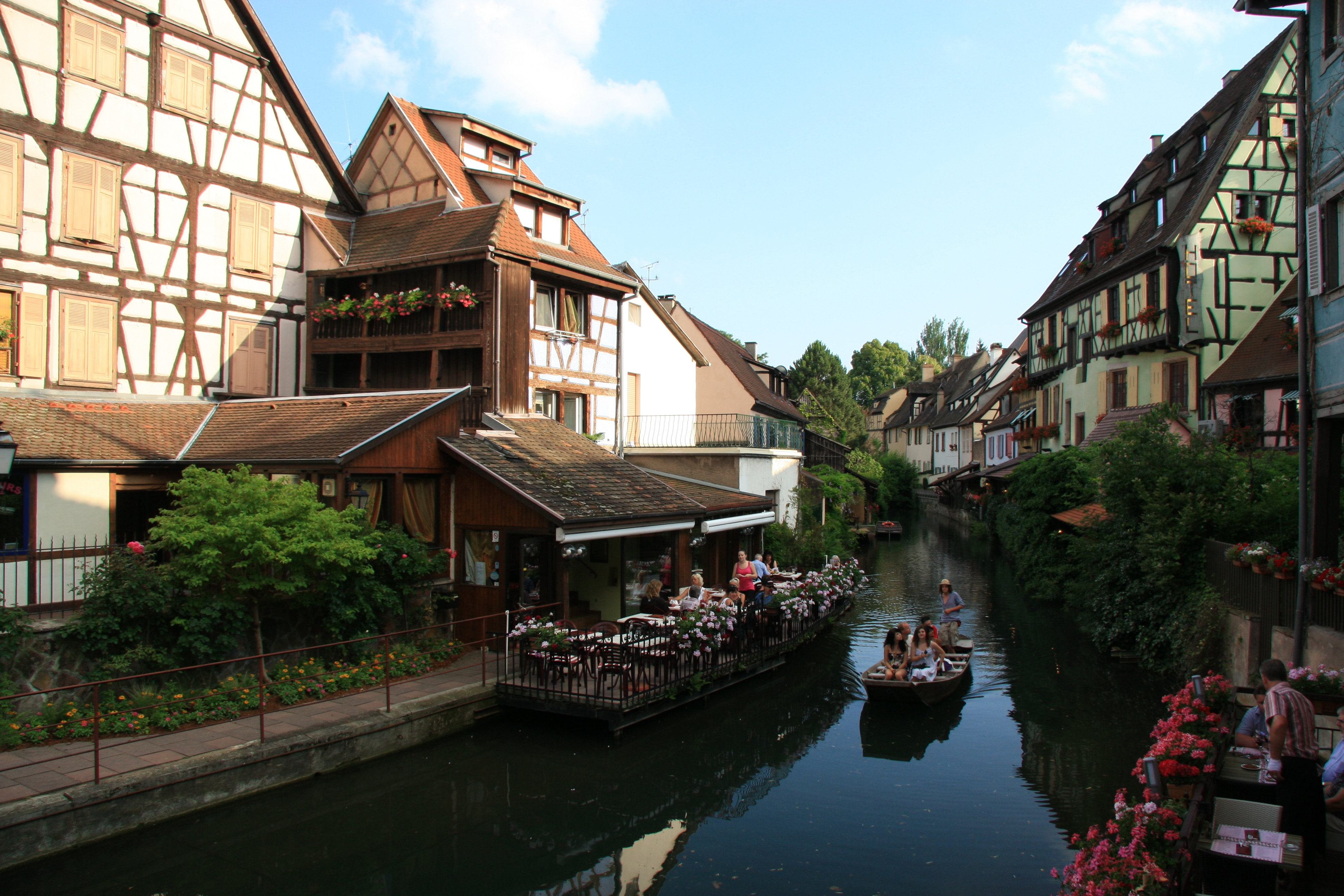
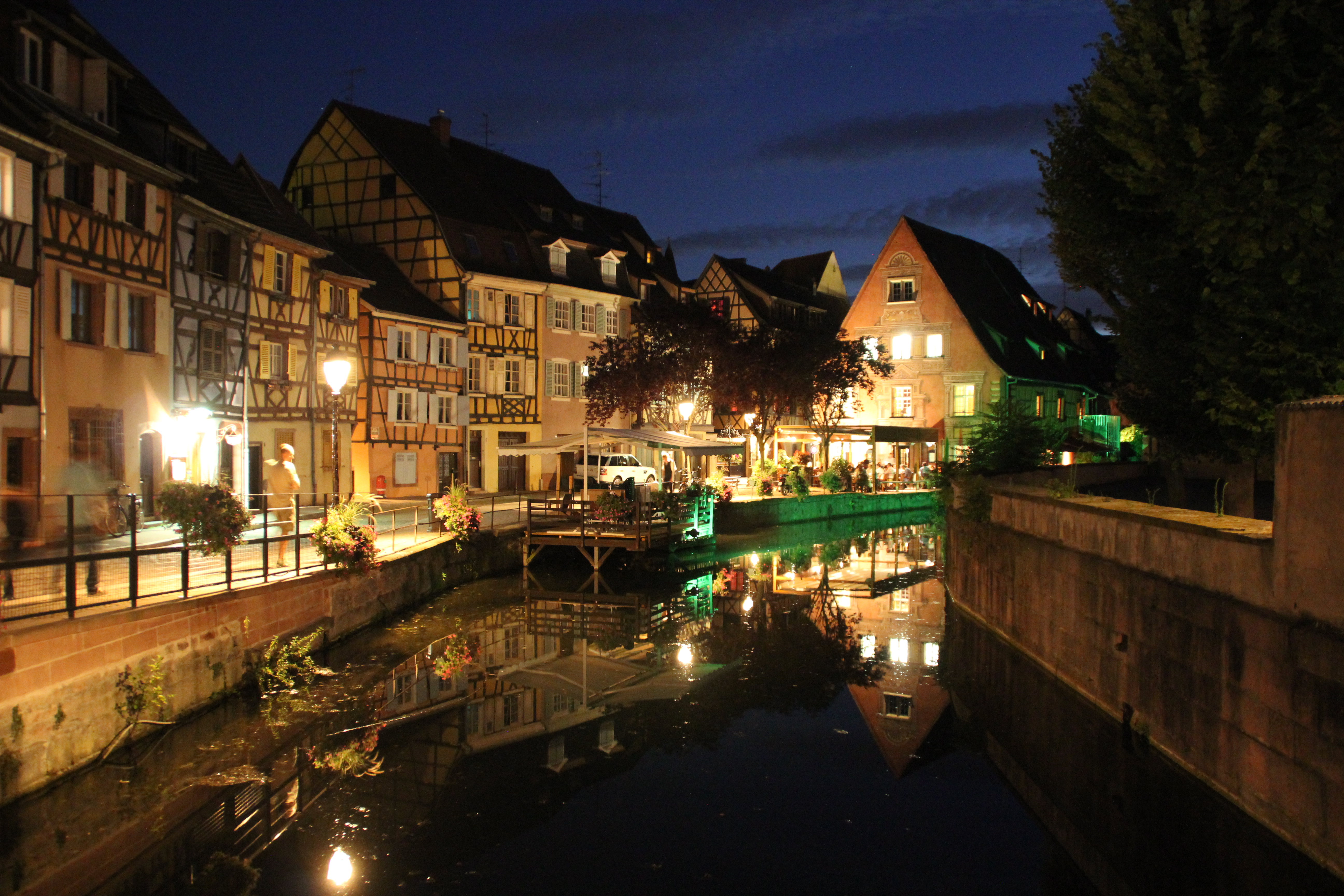

该地区大部分美丽的木骨架建筑都用阿尔萨斯风格的颜色绘制，建于14世纪至18世纪。

## 旅游
科尔马小威尼斯，有许多迷人的宅邸、餐厅、酒吧、糕点店和商店，是科尔马和阿尔萨斯保存最完好的古老中世纪传统建筑，风景如画，富丽堂皇。

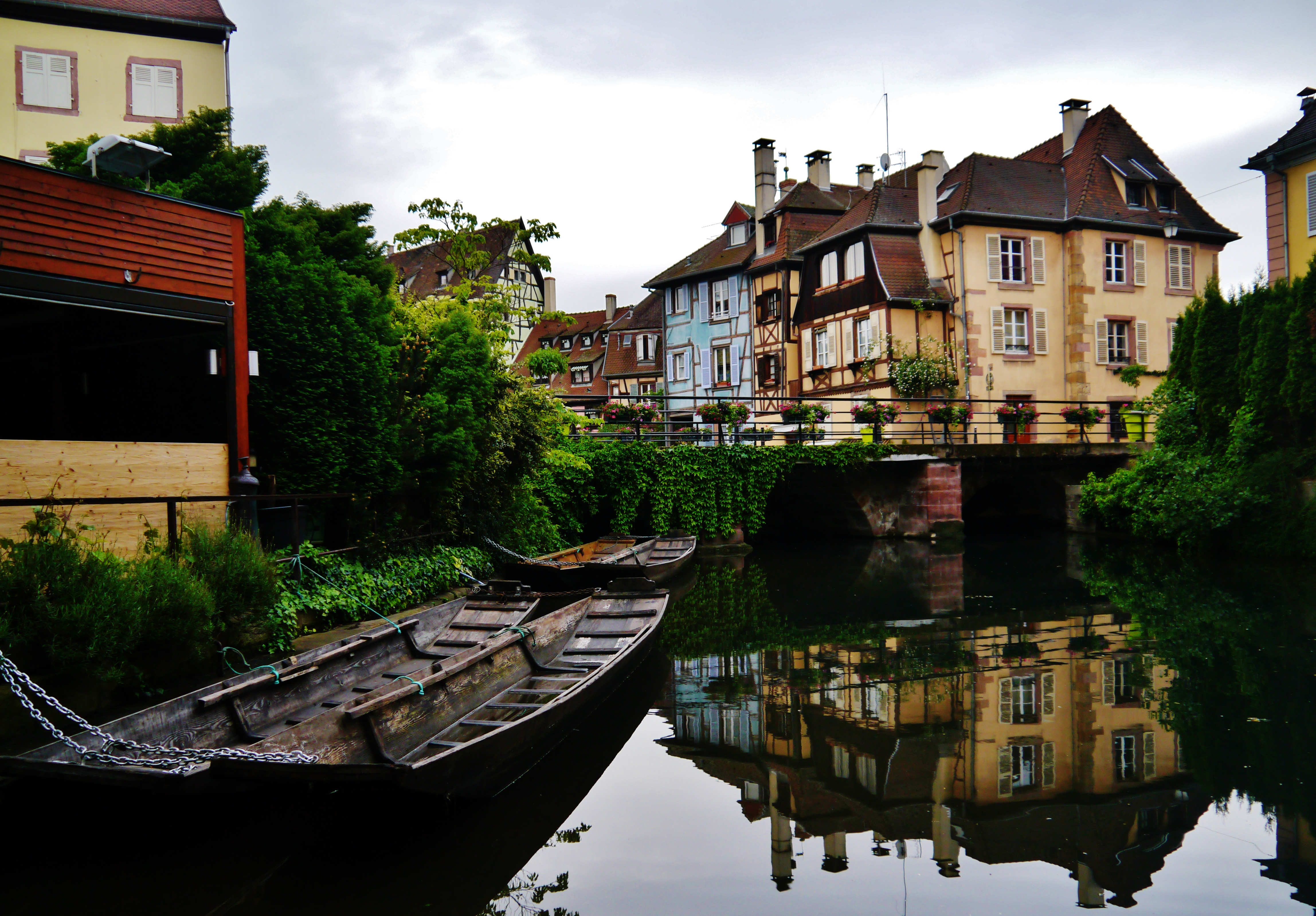
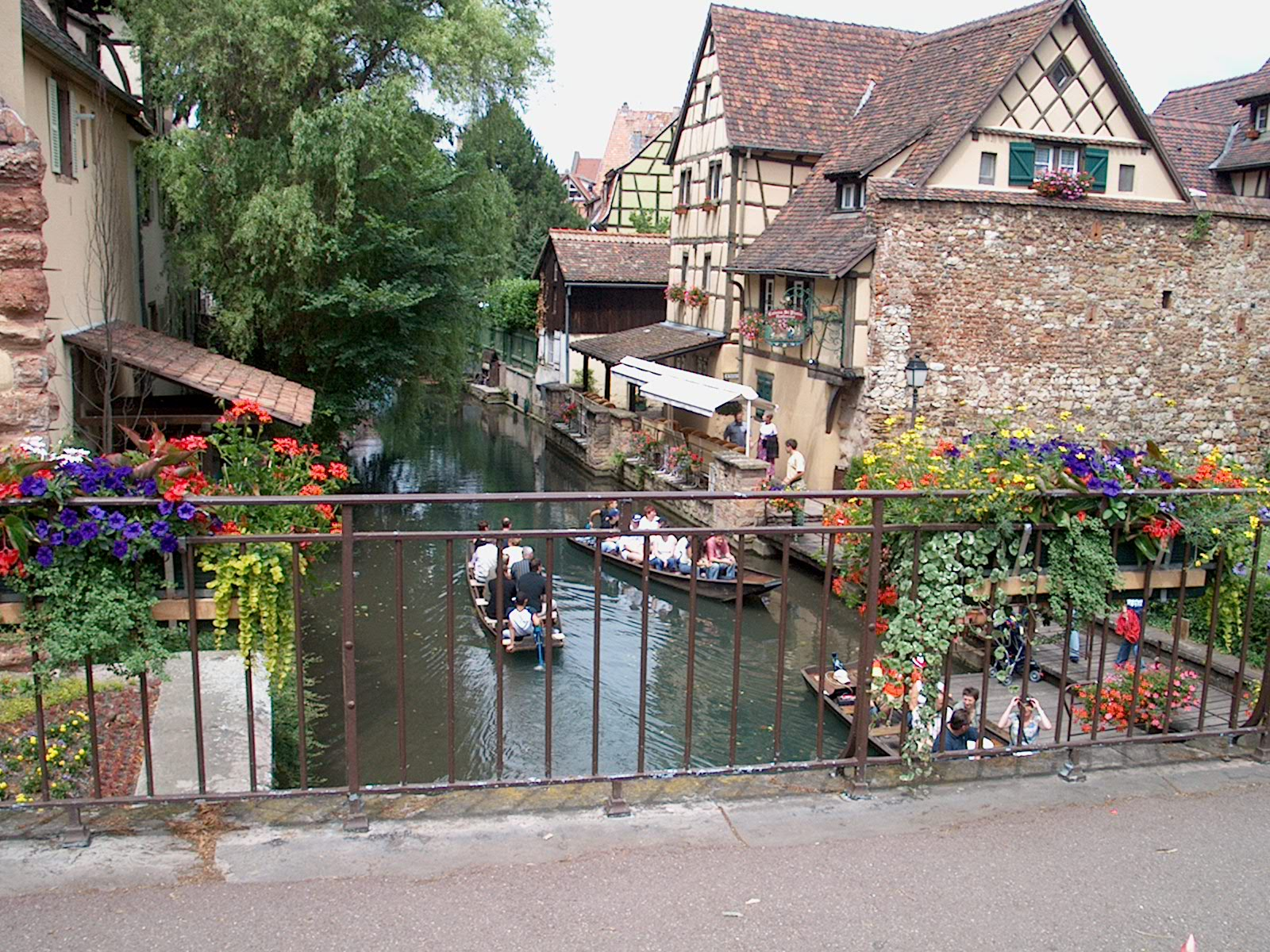
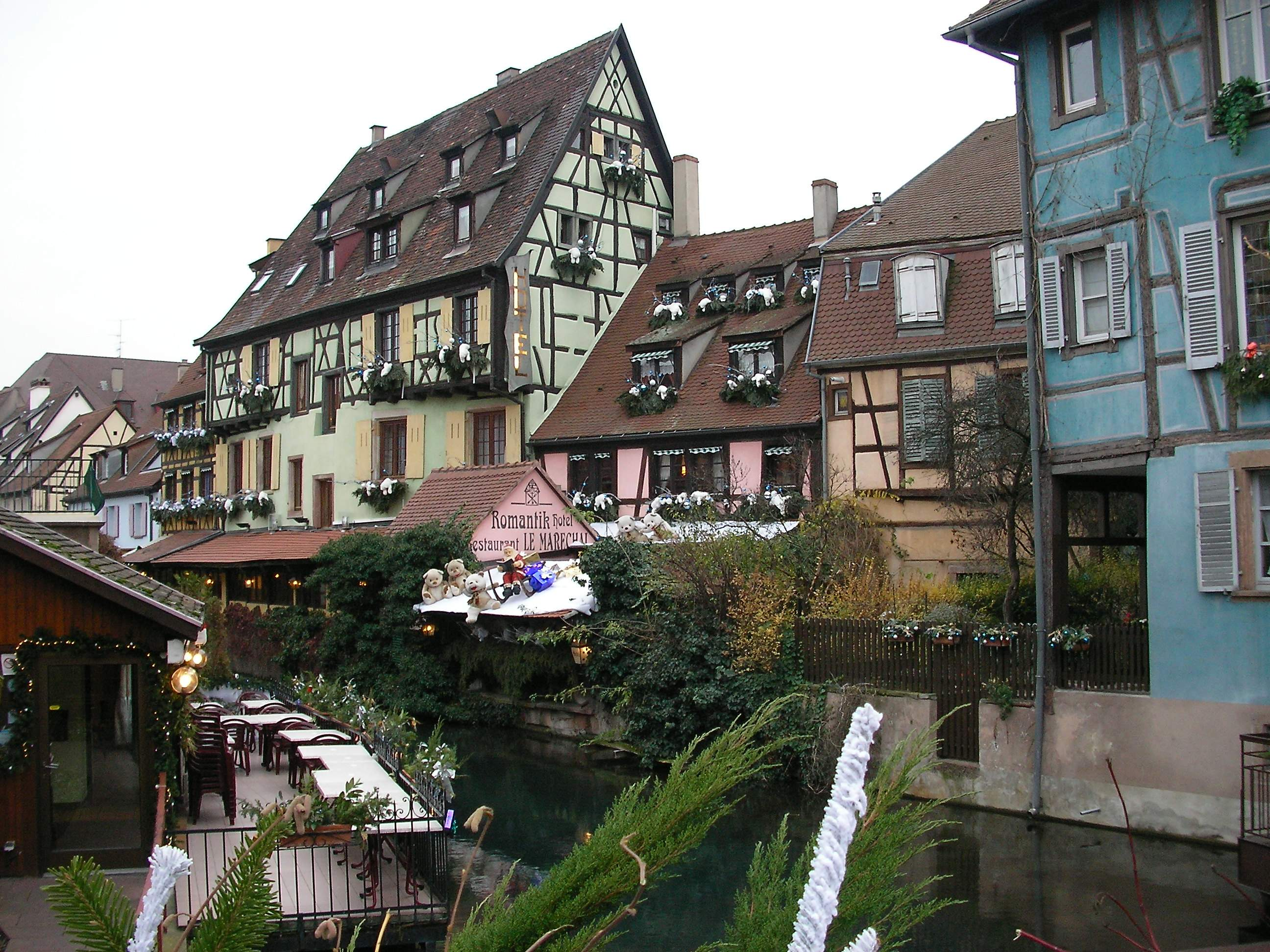
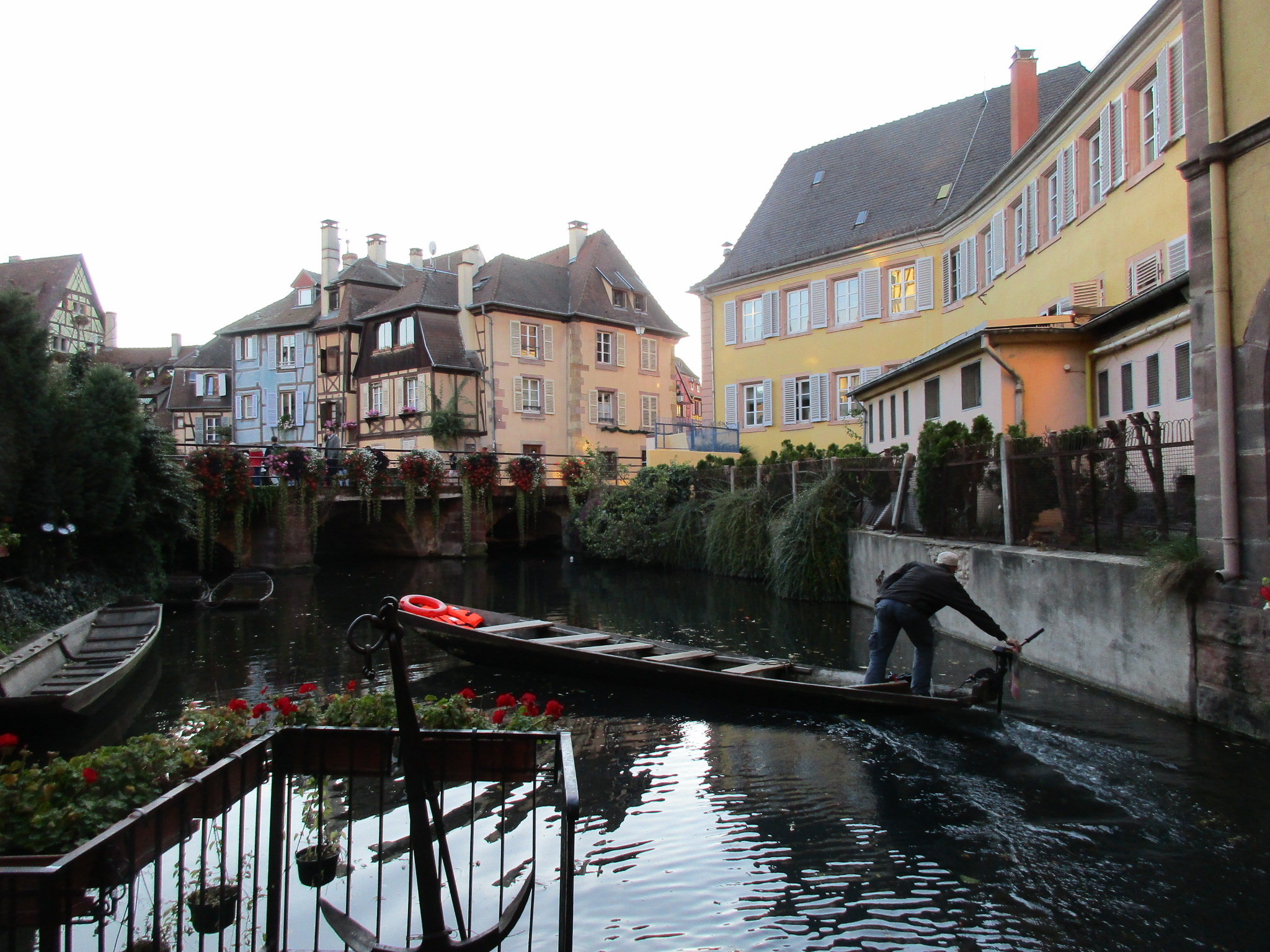
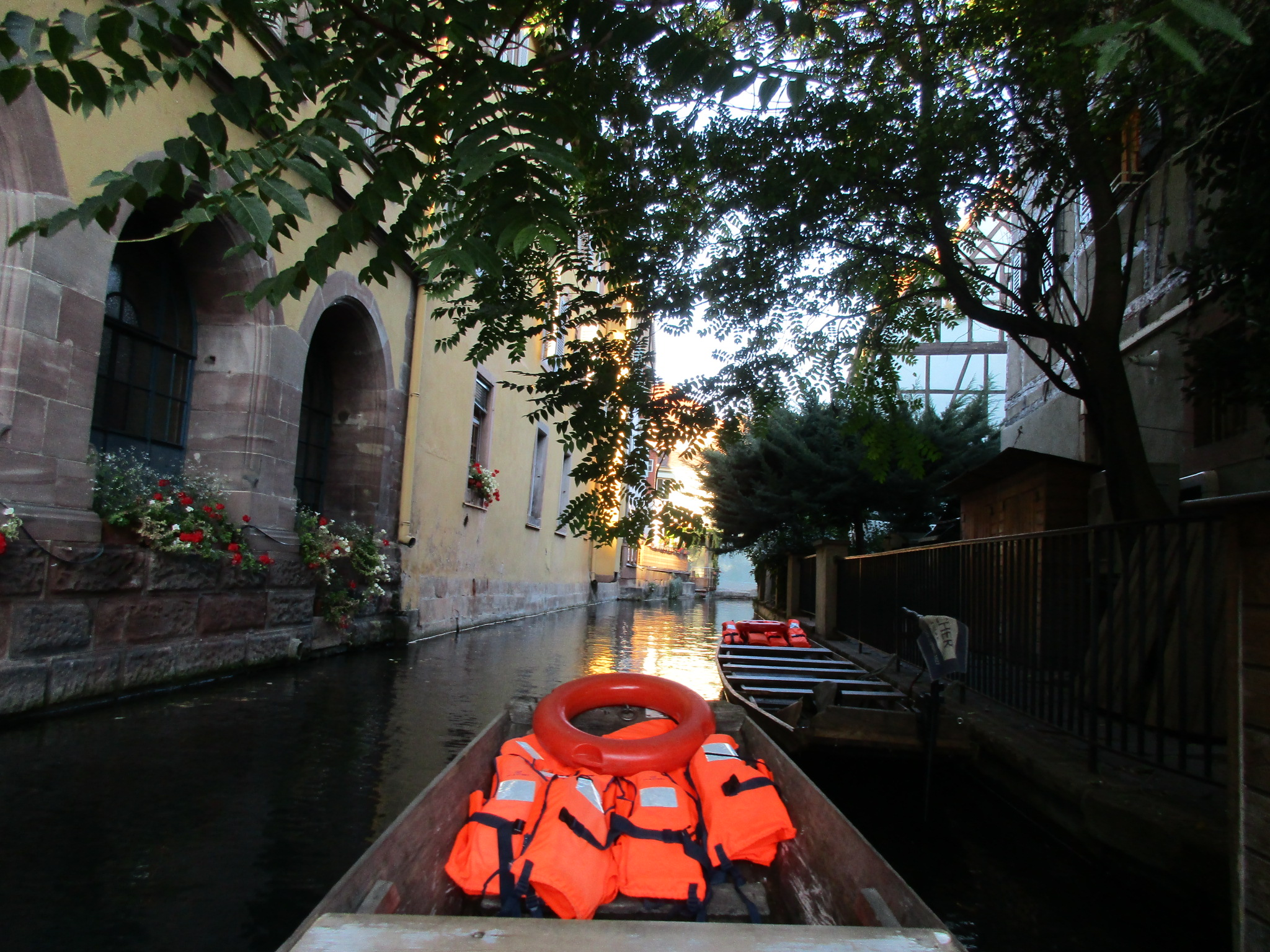
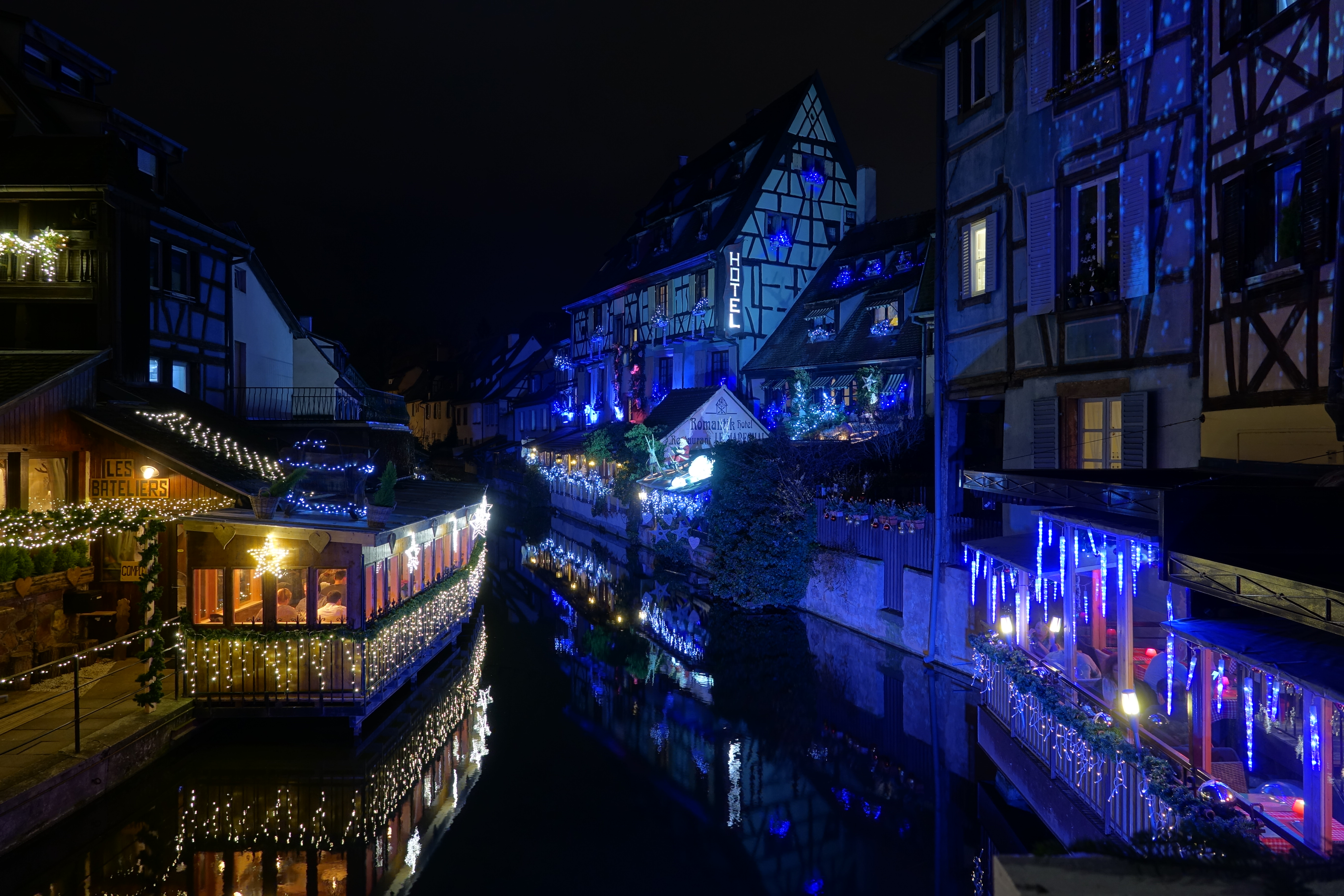

运河上传统的船只如同威尼斯的贡多拉，来往于科尔马室内集市与旧市场（现为绿色居住区）之间。

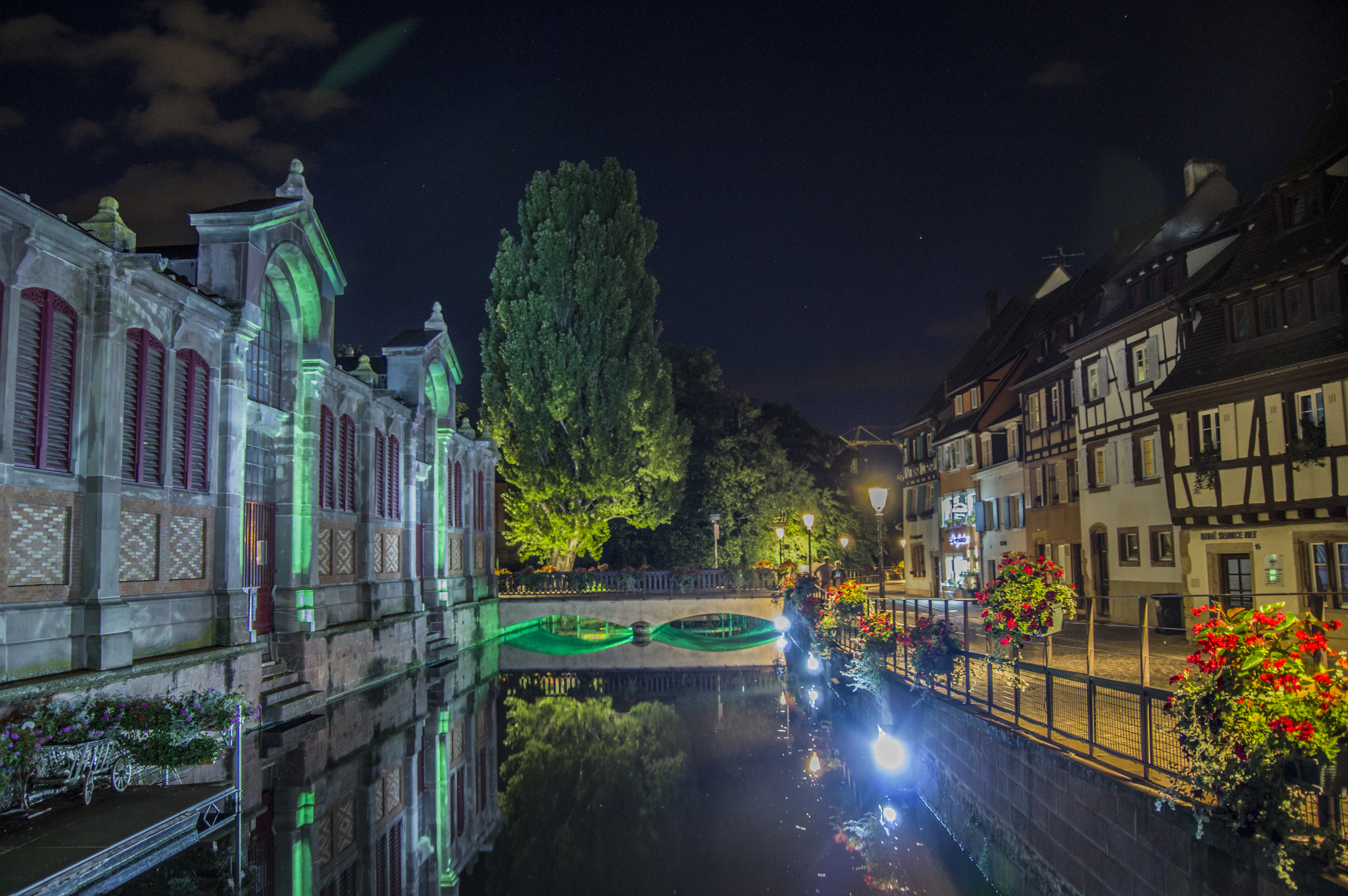
科尔马室内集市
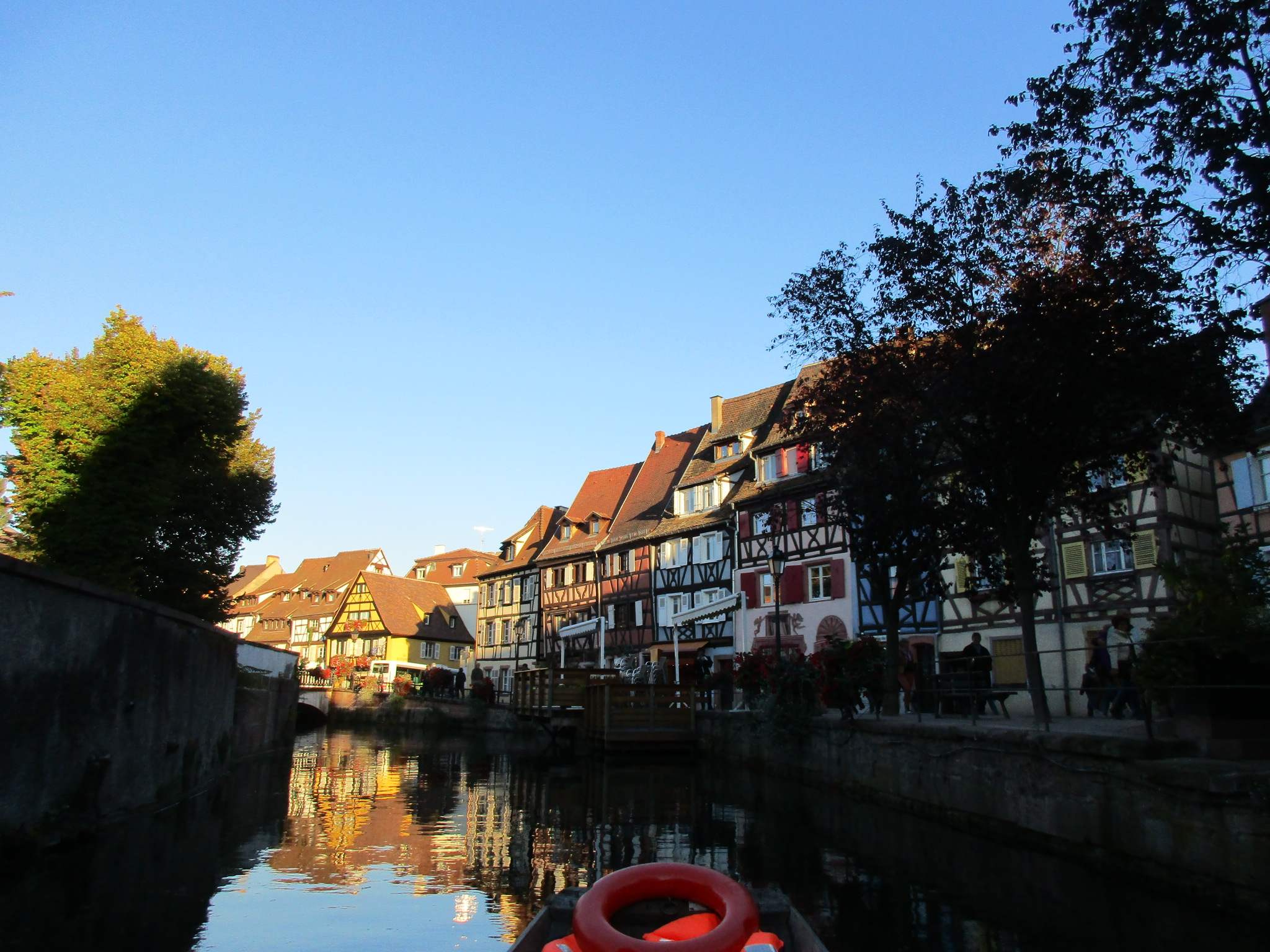
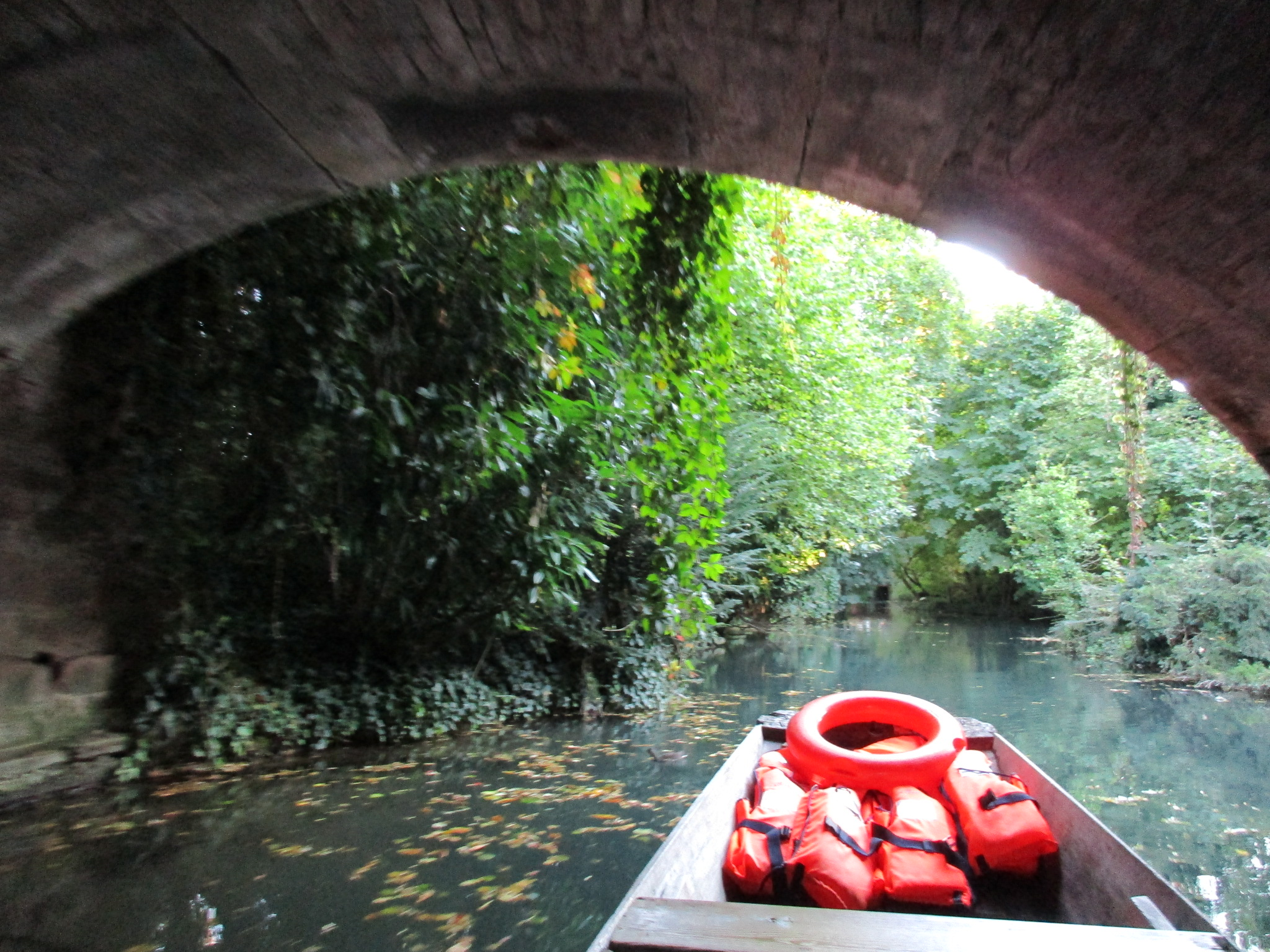
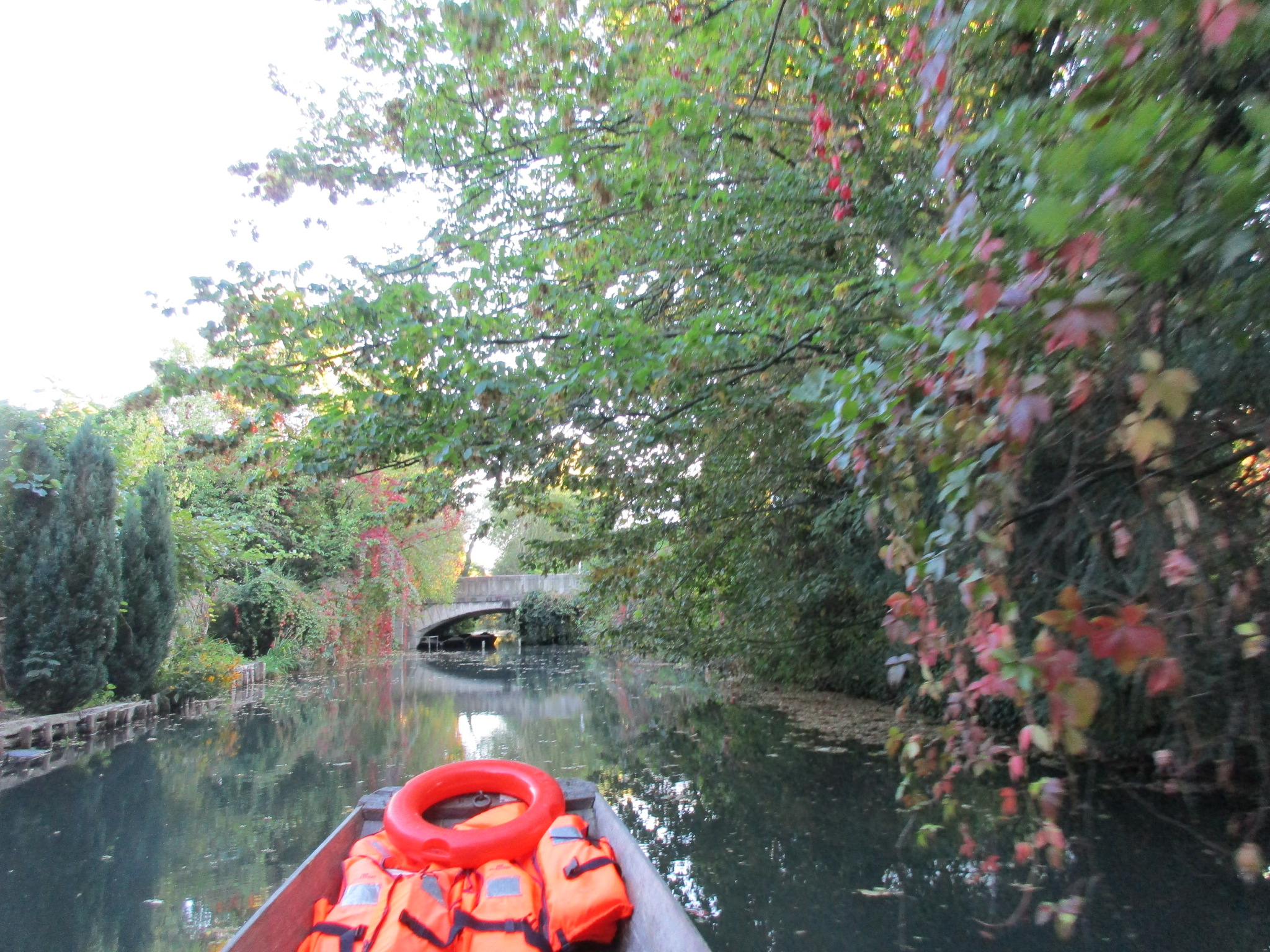
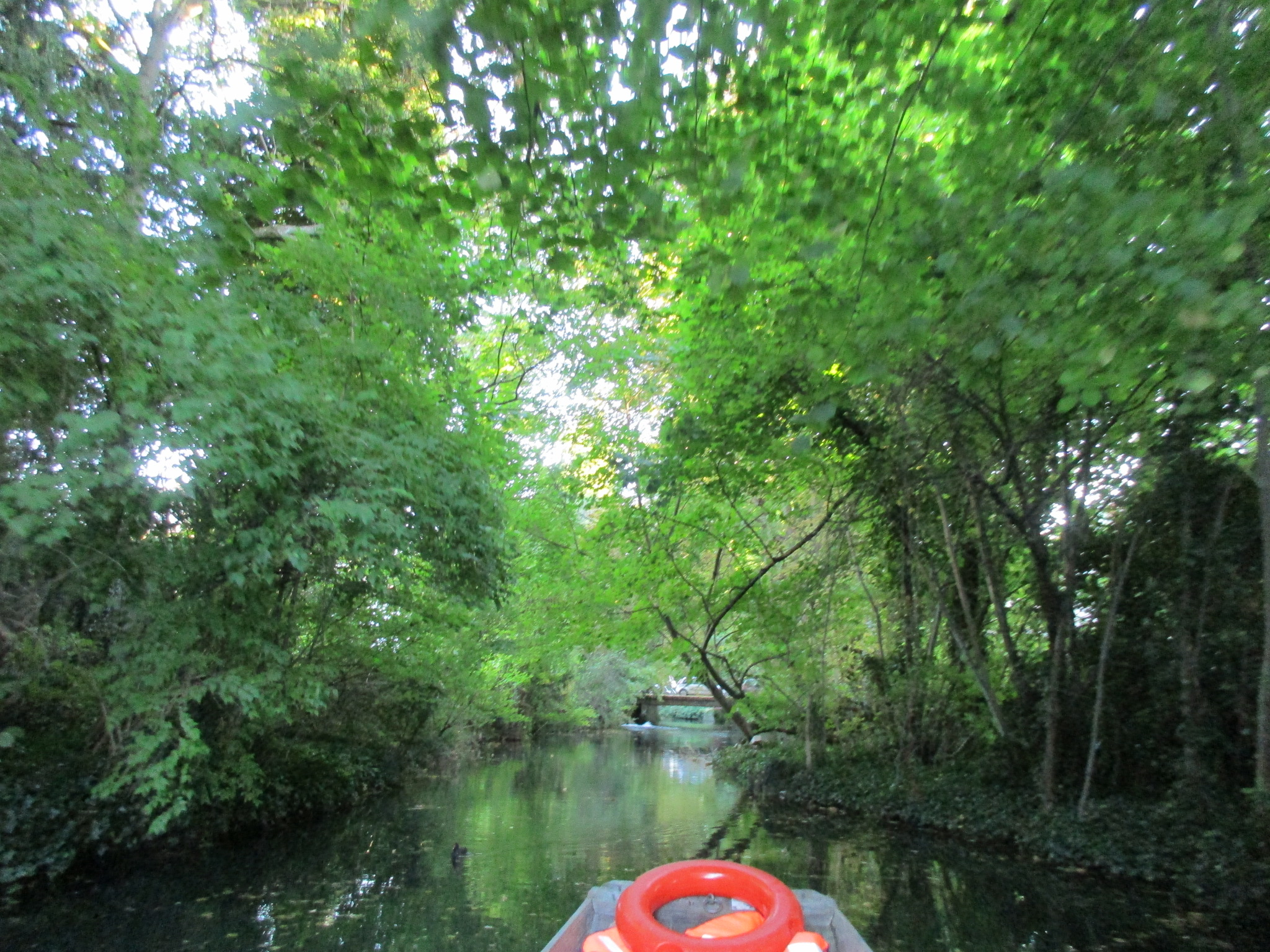